# Pierre Camo
Pierre Camo, né à Céret (Pyrénées-Orientales) le 16 décembre 1877 et mort à Reynès le 8 mars 1974, est un magistrat et poète français.

## Biographie
Pierre Camo fait des études de droit à Toulouse et à Paris, publie ses premiers textes dans La Vie littéraire (1900) puis entre dans la magistrature à Madagascar, en 1903, comme fonctionnaire colonial.
En 1913, le sculpteur Manolo Hugué réalise une Tête du poète Pierre Camo, et le peintre Moïse Kisling exécute son portrait la même année, les deux œuvres étant conservées au musée d'art moderne de Céret.
Auteur d'essais sur la littérature du XVIIe siècle, Camo est resté près de trente ans à Madagascar, qui lui inspira nombre de ses textes. Il y fonde en novembre 1923, une revue, Latitude-sud 18°, cahier de littérature et d'art des pays de langue française de l'Océan indien, imprimée à Tananarive, publiée jusqu'en novembre 1927.
Pour le pavillon de Madagascar à l'exposition de 1931 à Paris, il écrit et monte un spectacle, la Revue malgache avec Roger Chardon, et des musiciens de la Grande Île, dont Naka Rabemanantsoa et Andrianary Ratianarivo, Teraka Ramamonjisoa dit Thérack ; la création a lieu le 23 juin.
Il a obtenu le Grand prix de littérature de l'Académie française en 1936. Pierre Benoit lui a dédié son roman Lunegarde.

## Publications
- Le Jardin de la sagesse, poèmes, 1906
- Les Beaux-jours, poèmes, 1913
- Tananarive, suite de onze eaux-fortes d'Urbain Faurec, préfacé par P. Camo, 1923.
- Treize Romances barbaresques, poésies, 1924
- Le Livre des regrets, poèmes, 1925
- Cadences, 1925
- Aristide Maillol, vingt-huit reproductions de sculptures et dessins précédées d'une étude critique par Pierre Camo, colle. « Les peintres français nouveaux », 1926
- Madame de La Rombière, grande dame de Tananarive, scènes de la vie mondaine aux colonies, avec 15 eaux-fortes de Fernand Siméon, 1926
- Peinture de Madagascar, frontispice d'Alexandre Iacovleff, 1927
- Heptaméron poétique, 1932
- Poésies, 1936
- À Madagascar, photographies de Ivan Manhes, texte de Pierre Camo, 1932
- Raoul Dufy l'enchanteur, 1947
- Suite galante, illustré par André Dunoyer de Segonzac, 1949
- Maillol, mon ami, 1950

## Pour approfondir